# Чемпіонат Азії з легкої атлетики 2025
Чемпіонат Азії з легкої атлетики 2025 був проведений 27-31 травня у Кумі на Громадському стадіоні.
Чемпіони Азії зі спортивної ходьби на 20 кілометрів та марафонського бігу були визначені в межах окремих континентальних першостей.

## Призери основного чемпіонату

### Чоловіки
| Дисципліни                | Золото | Золото      | Срібло | Срібло   | Бронза                                                             | Бронза     |
| ------------------------- | --- | ----------- | --- | -------- | ------------------------------------------------------------------ | ---------- |
| 100 метрів                | Янагіта Хірокі Японія | 10,20       | Пуріпол Боонсон Таїланд                                                                                                 | 10,20    | Абдулла Абкар Мохаммед Саудівська Аравія                           | 10,30      |
| 200 метрів                | Удзава Това Японія | 20,12 CR    | Абдулазіз Абдуї Атафі Саудівська Аравія                                                                                 | 20,31 PB | Анімеш Куджур Індія                                                | 20,32 NR   |
| 400 метрів                | Аммар Ісмаїл Яг'я Ібрагім Катар | 45,33       | Сато Кентаро Японія | 45,50    | Калінга Гева Кумараге Шрі-Ланка                                    | 45,55      |
| 800 метрів                | Ебрахім Альзофаїрі Кувейт | 1.44,59     | Алі Амірян Іран | 1.44,97  | Абубакар Гайдар Абдалла Катар                                      | 1.45,20    |
| 1500 метрів               | Ійдзава Кадзуто Японія | 3.42,56 PB  | Лі Че Он Південна Корея                                                                                                 | 3.42,79  | Юнус Шах Індія                                                     | 3.43,03    |
| 5000 метрів               | Гулвір Сінгх Індія | 13.24,77 CR | Кіран Тантівейт Таїланд                                                                                                 | 13.24,97 | Морі Нагія Японія                                                  | 13.25,06   |
| 10000 метрів              | Гулвір Сінгх Індія | 28.38,63    | Судзукі Мебукі Японія                                                                                                   | 28.43,84 | Альберт Роп Бахрейн                                                | 28.46,82   |
| 110 метрів з бар'єрами    | Муратаке Рашид Японія | 13,22       | Лю Цзюньсі КНР | 13,31    | Цинь Вейбо КНР                                                     | 13,45      |
| 400 метрів з бар'єрами    | Абдеррахман Самба Катар | 48,00       | Бассем Гемейда Катар | 49,44    | Лінь Чунг Вей Китайський Тайбей                                    | 49,73      |
| 3000 метрів з перешкодами | Авінаш Мукунд Сабле Індія | 8.20,92     | Нійнае Ютаро Японія | 8.24,41  | Закарія аль Альламі Катар                                          | 8.27,12 PB |
| 4×100 метрів              | Південна КореяСо Мін Чун Джоелчін Нвамаді Лі Че Сон Лі Чун Хьок                                                                                            | 38,49 CR    | ТаїландНатават Ямудом Таватчай Гімаяд Чают Хонгпрасіт Пуріпол Боонсон                                                   | 38,78    | ГонконгЧань Ят Лок Хун Кіт Лі Квок Чунь Тін Магнус Йоганссон       | 39,10      |
| 4×400 метрів              | КатарАбдеррахман Самба Бассем Гемейда Гатім Аїт Ульгазі Аммар Ісмаїл Яг'я Ібрагім Ашраф Осман (забіг) Абдірахман Саїд Гассан (забіг) Аммар Ібрагім (забіг) | 3.03,52     | ІндіяДжей Кумар Дхармвір Чудхарі Ману Теккіналіл Саджі Вішал Теннарасу Каялвіжі Рінс Джозеф (забіг) Мохіт Кумар (забіг) | 3.03,67  | КНРЛян Баотан Чжан Цинін Умаєр Айлісієр Фу Хаожань Лі Іцин (забіг) | 3.03,73    |
| Ходьба 20 км              | Ван Чжаочжао КНР | 1:20.37 CR  | Йосікава Кенто Японія                                                                                                   | 1:20.46  | Сервін Себастіан Індія                                             | 1:21.14    |
| Стрибки у висоту          | У Сан Хьок Південна Корея | 2,29        | Сінно Томогіро Японія                                                                                                   | 2,26     | Таван Каєвкам Таїланд                                              | 2,23       |
| Стрибки з жердиною        | Ернест Джон Об'єна Філіппіни | 5,77        | Хуан Бокай КНР | 5,72     | Патсапонг Амсам-Анг Таїланд                                        | 5,67 PB    |
| Стрибки в довжину         | Шу Хен КНР | 8,22        | Лінь Юй Тан Китайський Тайбей                                                                                           | 8,20     | Ямаура Кейто Японія                                                | 8,08       |
| Потрійний стрибок         | Чжу Ямін КНР | 17,06       | Правін Читравел Індія                                                                                                   | 16,90    | Юй Гюймінь КНР                                                     | 16,82w     |
| Штовхання ядра            | Мохаммад Реза Таєбі Іран | 20,32       | Сін Цзялян КНР | 19,97    | Мохаммед Дауд Толу Саудівська Аравія                               | 19,92      |
| Метання диска             | Туергун Абудуейні КНР | 63,47       | Югамі Масатеру Японія                                                                                                   | 60,38    | Мухаммад Ірфан Шамсуддін Малайзія                                  | 58,82      |
| Метання молота            | Ван Ці КНР | 74,50       | Накагава Тацуто Японія                                                                                                  | 71,97 PB | Фукуда Сьота Японія                                                | 71,89      |
| Метання списа             | Аршад Надім Пакистан | 86,40       | Сачин Ядав Індія | 85,16 PB | Сакіяма Юта Японія                                                 | 83,75 PB   |
| Десятиборство             | Фей Сян КНР | 7634        | Теджасвін Шанкар Індія                                                                                                  | 7618     | Окуда Кейсуке Японія                                               | 7602       |

### Жінки
| Дисципліни                | Золото                                                          | Золото      | Срібло                                                                          | Срібло     | Бронза                                                                  | Бронза     |
| ------------------------- | --------------------------------------------------------------- | ----------- | ------------------------------------------------------------------------------- | ---------- | ----------------------------------------------------------------------- | ---------- |
| 100 метрів                | Лян Cяоцзин КНР                                                 | 11,37       | Шанті Перейра Сінгапур                                                          | 11,41      | Чан Тхі Ні Єн В'єтнам                                                   | 11,54      |
| 200 метрів                | Чень Юйцзе КНР                                                  | 22,97 PB    | Шанті Перейра Сінгапур                                                          | 22,98 PB   | Лі Юйтін КНР                                                            | 23,23      |
| 400 метрів                | Нанако Мацумото Японія                                          | 52,17 PB    | Рупал Чодхарі Індія                                                             | 52,68      | Йонбібі Хукмова Узбекистан                                              | 52,79 PB   |
| 800 метрів                | У Хунцзяо КНР                                                   | 2.00,08 CR  | Кубо Рін Японія                                                                 | 2.00,42    | Пуджа Індія                                                             | 2.01,89 PB |
| 1500 метрів               | Лі Чуньхуей КНР                                                 | 4.10,58     | Пуджа Індія                                                                     | 4.10,83    | Кімура Томока Японія                                                    | 4.11,56    |
| 5000 метрів               | Нора Джеруто Казахстан                                          | 14.58,71 CR | Парул Чодхарі Індія                                                             | 15.15,33   | Ямамото Юма Японія                                                      | 15.16,86   |
| 10000 метрів              | Дейзі Джепкемеї Казахстан                                       | 30.48,44    | Хіронака Ріріка Японія                                                          | 30.56,32   | Яда Мікуні Японія                                                       | 31.12,21   |
| 100 метрів з бар'єрами    | Джйоті Ярраджі Індія                                            | 12,96       | Танака Юмі Японія                                                               | 13,07      | У Яньні КНР                                                             | 13,07      |
| 400 метрів з бар'єрами    | Мо Цзяде КНР                                                    | 55,31       | Кемі Адекоя Бахрейн                                                             | 55,32      | Вітья Рамрадж Індія                                                     | 56,46      |
| 3000 метрів з перешкодами | Нора Джеруто Казахстан                                          | 9.10,46 CR  | Парул Чодхарі Індія                                                             | 9.12,46 NR | Дейзі Джепкемеї Казахстан                                               | 9.27,51    |
| 4×100 метрів              | КНРЧень Юйцзе Лі Юйтін Чжу Цзюньїн Лян Сяоцзин                  | 43,28       | ІндіяАбіная Раджараджан Снеха Сатьянараяна Шануваллі Нітья Гандхе Срабані Нанда | 43,86      | ТаїландДжирапат Ханонта Супаніч Поолкерд Суканда Петракса Атіча Пхеткун | 44,26      |
| 4×400 метрів              | ІндіяДжисна Матеу Рупал Чодхарі Раджита Кунджа Субха Венкатесан | 3.34,18     | В'єтнамТхі Нгок Нгуєн Нгуєн Тхі Ханг Кват Тхі Лан Хоанг Тхі Мінь Хань           | 3.34,77    | Шрі-ЛанкаНадіша Раманаяке Макшима Мендіс Джаєші Уттара Харшані Фернанду | 3.36,67    |
| Ходьба 20 кілометрів      | Інь Хан КНР                                                     | 1:30.44     | Ма Лі КНР                                                                       | 1:32.08    | Ясміна Токсамбаєва Казахстан                                            | 1:32.22    |
| Стрибки у висоту          | Пуджа Сінгх Індія                                               | 1,89 PB     | Сафіна Садуллаєва УзбекистанЄлизавета Матвеєва Казахстан                        | 1,86       | не вручалась                                                            |            |
| Стрибки з жердиною        | Ню Чуньге КНР                                                   | 4,48        | Сюй Хуейцинь КНР                                                                | 4,23       | Морота Місакі Японія                                                    | 4,13       |
| Стрибки в довжину         | Рейханех Мобіні Іран                                            | 6,40        | Ансі Соджан Індія                                                               | 6,33       | Шайлі Сінгх Індія                                                       | 6,30       |
| Потрійний стрибок         | Лі І КНР                                                        | 13,80       | Шаріфа Давронова Узбекистан                                                     | 13,74      | Морімото Маріко Японія                                                  | 13,65      |
| Штовхання ядра            | Ма Юе КНР                                                       | 18,26       | Сун Цзяюань КНР                                                                 | 17,78      | Чинг Юань Чіан Китайський Тайбей                                        | 17,42 PB   |
| Метання диска             | Фен Бінь КНР                                                    | 61,90       | Субенрат Інсаєнг Таїланд                                                        | 57,68      | Корі Нанака Японія                                                      | 56,48      |
| Метання молота            | Лі Цзі КНР                                                      | 72,98       | Лі Цзянянь КНР                                                                  | 69,13      | Юй Я Чіень Китайський Тайбей                                            | 64,25      |
| Метання списа             | Су Ліндань КНР                                                  | 63,29 PB    | Уеда Момоне Японія                                                              | 59,39      | Такемото Сае Японія                                                     | 58,94      |
| Семиборство               | Нандіні Агасара Індія                                           | 5941 PB     | Лю Цзині КНР                                                                    | 5869 PB    | Чень Цай Чуань Китайський Тайбей                                        | 5608       |

### Змішана дисципліна
| Дисципліни   | Золото                                                                                 | Золото  | Срібло                                           | Срібло  | Бронза                                                                                          | Бронза  |
| ------------ | -------------------------------------------------------------------------------------- | ------- | ------------------------------------------------ | ------- | ----------------------------------------------------------------------------------------------- | ------- |
| 4×400 метрів | ІндіяСантхош Камар Таміларасан Рупал Чодхарі Вішал Теннарасу Каялвіжі Субха Венкатесан | 3.18,12 | КНРЛян Баотан У Хунцзяо Умаєр Айлісієр Лю Інлань | 3.20,52 | Шрі-ЛанкаС. М. С. В. Раджакаруна Лакшима Мендіс Калінга Хеве Камараге М. А. Н. Харшані Фернанду | 3.21,95 |

## Спортивна ходьба
Чемпіонат Азії зі спортивної ходьби 2025 був проведений 16 березня в Номі.

### Чоловіки
| Дисципліни           | Золото | Золото | Срібло | Срібло | Бронза | Бронза |
| -------------------- | ------ | ------ | ------ | ------ | ------ | ------ |
| Ходьба 20 кілометрів | [[]]   |        | [[]]   |        | [[]]   |        |

### Жінки
| Дисципліни           | Золото | Золото | Срібло | Срібло | Бронза | Бронза |
| -------------------- | ------ | ------ | ------ | ------ | ------ | ------ |
| Ходьба 20 кілометрів | [[]]   |        | [[]]   |        | [[]]   |        |

## Марафонський біг
Чемпіонат Азії з марафонського бігу 2025 був проведений 30 березня в Цзясіні.

### Чоловіки
| Дисципліни | Золото                     | Золото  | Срібло          | Срібло  | Бронза               | Бронза  |
| ---------- | -------------------------- | ------- | --------------- | ------- | -------------------- | ------- |
| Марафон    | Хан Іль Йон Північна Корея | 2:11.18 | Чень Тяньюй КНР | 2:11.50 | Маруяма Тацуя Японія | 2:11.56 |

### Жінки
| Дисципліни | Золото    | Золото  | Срібло                   | Срібло  | Бронза                         | Бронза  |
| ---------- | --------- | ------- | ------------------------ | ------- | ------------------------------ | ------- |
| Марафон    | У Бін КНР | 2:26.01 | Рі Кан Ок Північна Корея | 2:26.07 | Хішигсайхан Галбадрах Монголія | 2:28.56 |

## Медальний залік
Спортсмени 20 країн-учасниць завоювали медалі основного чемпіонату.
| Місце                | Країна               | Золото | Срібло | Бронза | Загалом |
| -------------------- | -------------------- | ------ | ------ | ------ | ------- |
| 1                    | КНР                  | 19     | 9      | 4      | 32      |
| 2                    | Індія                | 8      | 10     | 6      | 24      |
| 3                    | Японія               | 5      | 11     | 12     | 28      |
| 4                    | Казахстан            | 3      | 1      | 2      | 6       |
| 4                    | Катар                | 3      | 1      | 2      | 6       |
| 6                    | Південна Корея       | 2      | 1      | 1      | 4       |
| 7                    | Іран                 | 2      | 1      | 0      | 3       |
| 8                    | Кувейт               | 1      | 0      | 0      | 1       |
| 8                    | Пакистан             | 1      | 0      | 0      | 1       |
| 8                    | Філіппіни            | 1      | 0      | 0      | 1       |
| 11                   | Таїланд              | 0      | 4      | 3      | 7       |
| 12                   | Узбекистан           | 0      | 2      | 1      | 3       |
| 13                   | Сінгапур             | 0      | 2      | 0      | 2       |
| 14                   | Китайський Тайбей    | 0      | 1      | 4      | 5       |
| 15                   | Саудівська Аравія    | 0      | 1      | 2      | 3       |
| 16                   | Бахрейн              | 0      | 1      | 1      | 2       |
| 16                   | В'єтнам              | 0      | 1      | 1      | 2       |
| 18                   | Шрі-Ланка            | 0      | 0      | 3      | 3       |
| 19                   | Гонконг              | 0      | 0      | 1      | 1       |
| 19                   | Малайзія             | 0      | 0      | 1      | 1       |
| Загалом (20 збірних) | Загалом (20 збірних) | 45     | 46     | 44     | 135     |